# Franz Zwick

Franz Zwick als Corpsstudent 1886

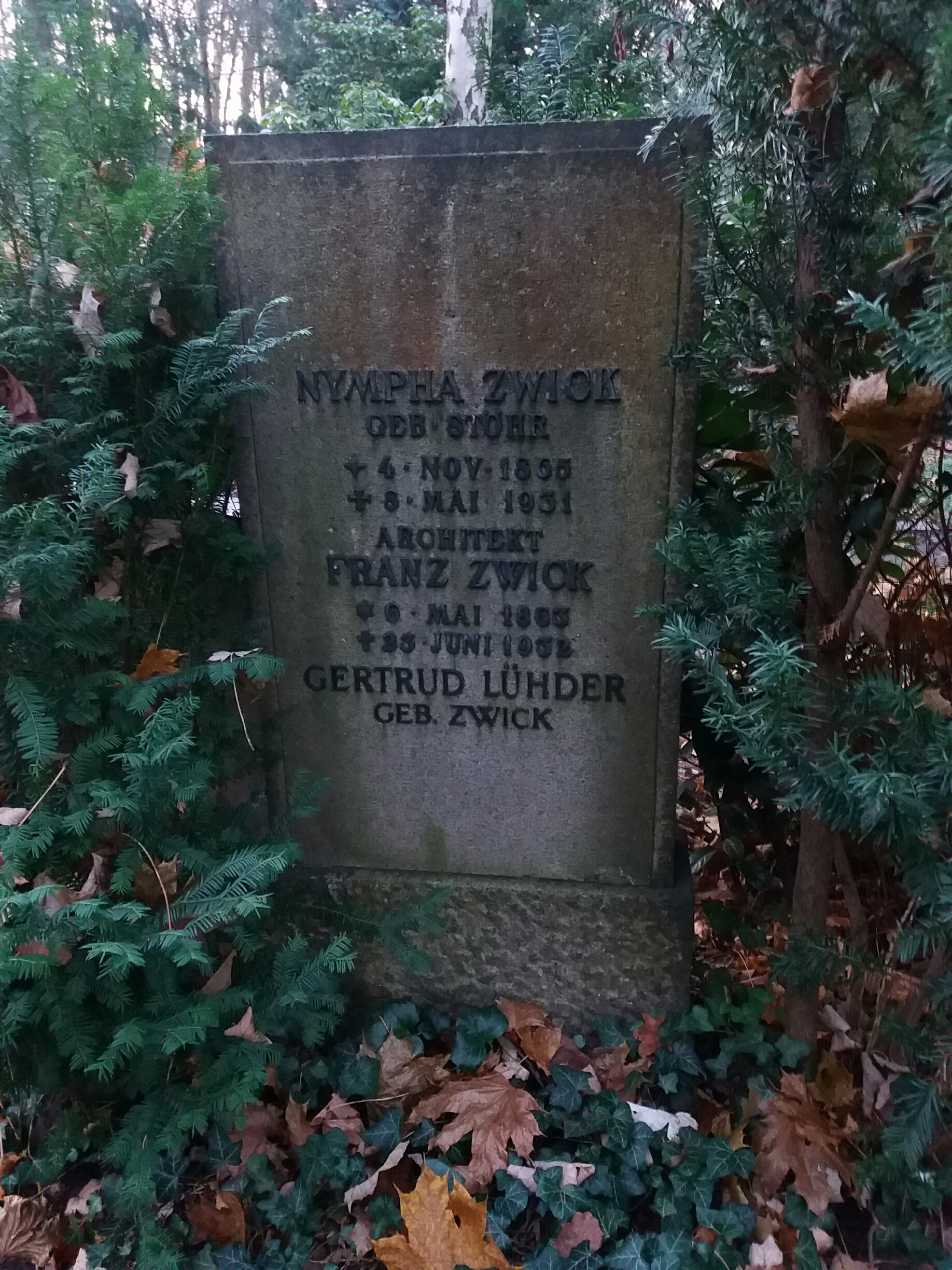
Grabstein von Franz Zwick auf dem Friedhof Heerstraße in Berlin-Westend

Wilhelm Franz Zwick (* 6. Mai 1863 in Groß Rosenburg; † 23. Juni 1932 in Berlin) war ein deutscher Architekt.

## Leben
Franz Zwick studierte an der Technischen Hochschule Charlottenburg Architektur und schloss sich im Wintersemester 1884/1885 dem Corps Saxonia-Berlin an. Nach Abschluss des Studiums arbeitete er am Bau des Stadttheaters in Worms mit. Danach lehrte er an der Baugewerkschule Höxter, einer Vorläufereinrichtung der Hochschule Ostwestfalen-Lippe, Architektur.
Nach Architektentätigkeiten bei verschiedenen größeren Baufirmen des Hoch- und Tiefbaus wurde ihm 1900 die Bauleitung der Beelitz-Heilstätten, eines der größten Bauprojekte dieser Zeit, übertragen. Im Ersten Weltkrieg hatte er die Bauleitung der Erweiterungsbauten der Westfälisch-Anhaltischen Sprengstoff AG in Reinsdorf, Coswig und Haltern inne. Nach dem Ersten Weltkrieg wirkte er als Berater in Baufragen für den Michael-Konzern. In seinen letzten Lebensjahren beschäftigte er sich mit dem Bau von Papierfabriken. Einige seiner Bauwerke in Berlin und Beelitz stehen heute unter Denkmalschutz oder gehören zu Denkmalbereichen.
Zwick war verheiratet mit Nympha geb. Stöhr (* 4. November 1865, † 8. Mai 1931). Seit 1898 war er Mitglied der Berliner Freimaurerloge Friedrich Wilhelm zur Morgenröthe.
Franz Zwick starb 1932 im Alter von 69 Jahren in Berlin. Sein Grab befindet sich auf dem landeseigenen Friedhof Heerstraße in Berlin-Westend (Grablage: 19-M).

## Bauten und Entwürfe
- Stadttheater Worms (Mitarbeit)
- 1904 und 1910: Krankengebäude der Nervenheilanstalt in Berlin-Pankow, Hauptstraße 63
- 1906: Diesterwegschule in Beelitz
- 1907–1908: Wohnhaus in Berlin-Westend, Lindenallee 33 / Klaus-Groth-Straße 6
- 1909: Nervenheilanstalt in Berlin-Pankow, Parkstraße 12

Bilder zu den Bauten von Franz Zwick
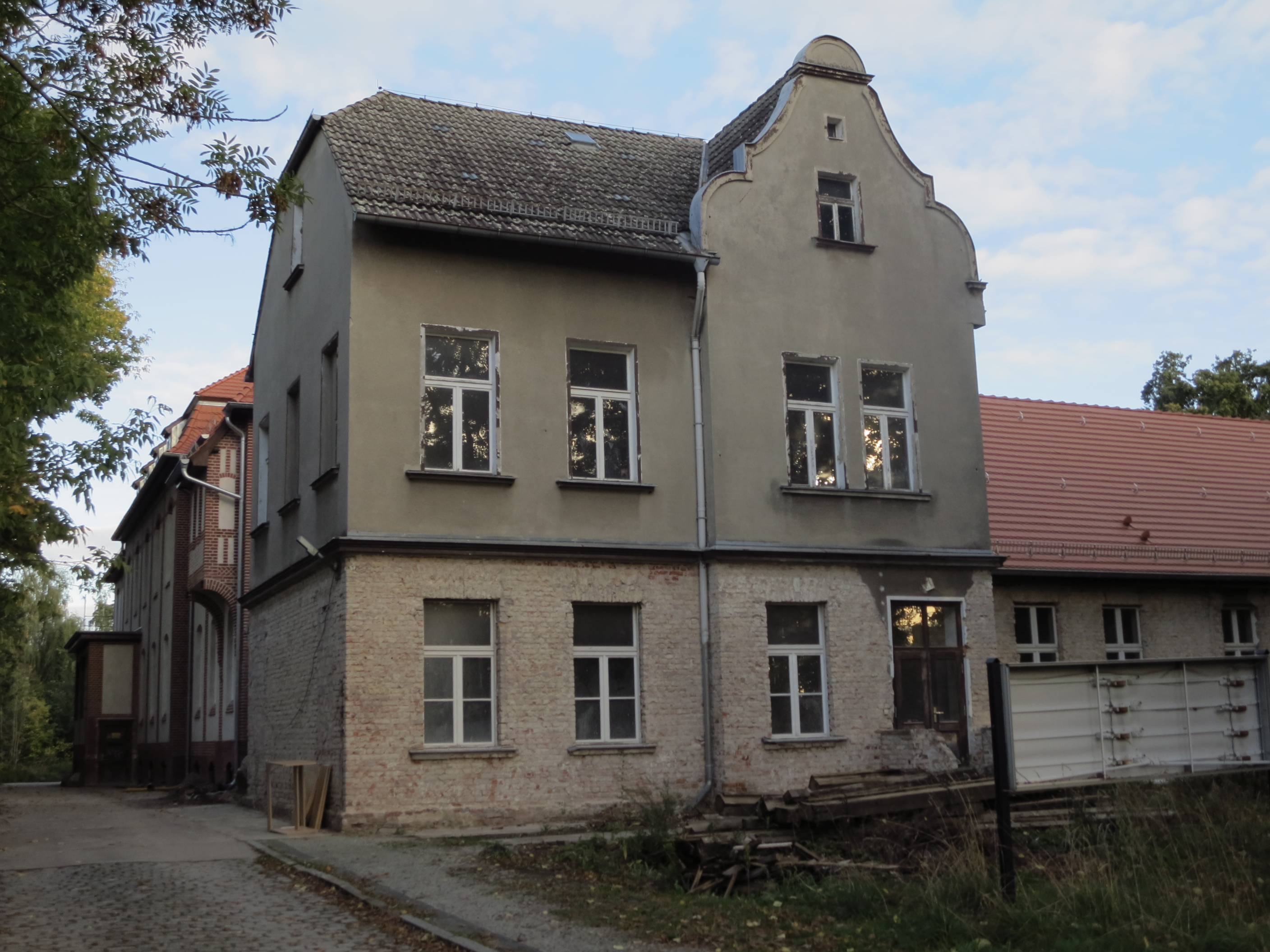
Krankengebäude der Nervenheilanstalt in Berlin-Pankow, Hauptstraße 63
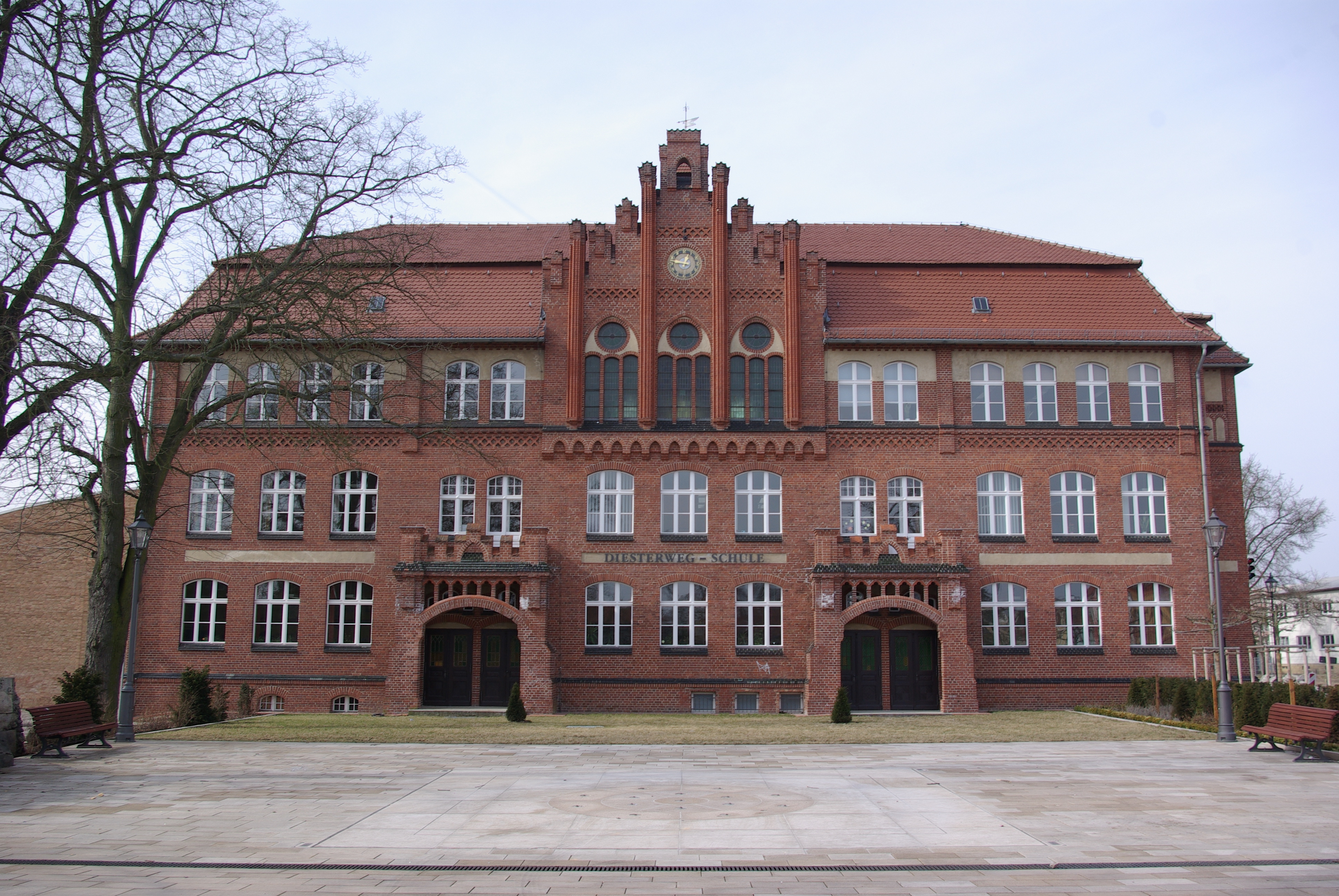
Diesterwegschule in Beelitz
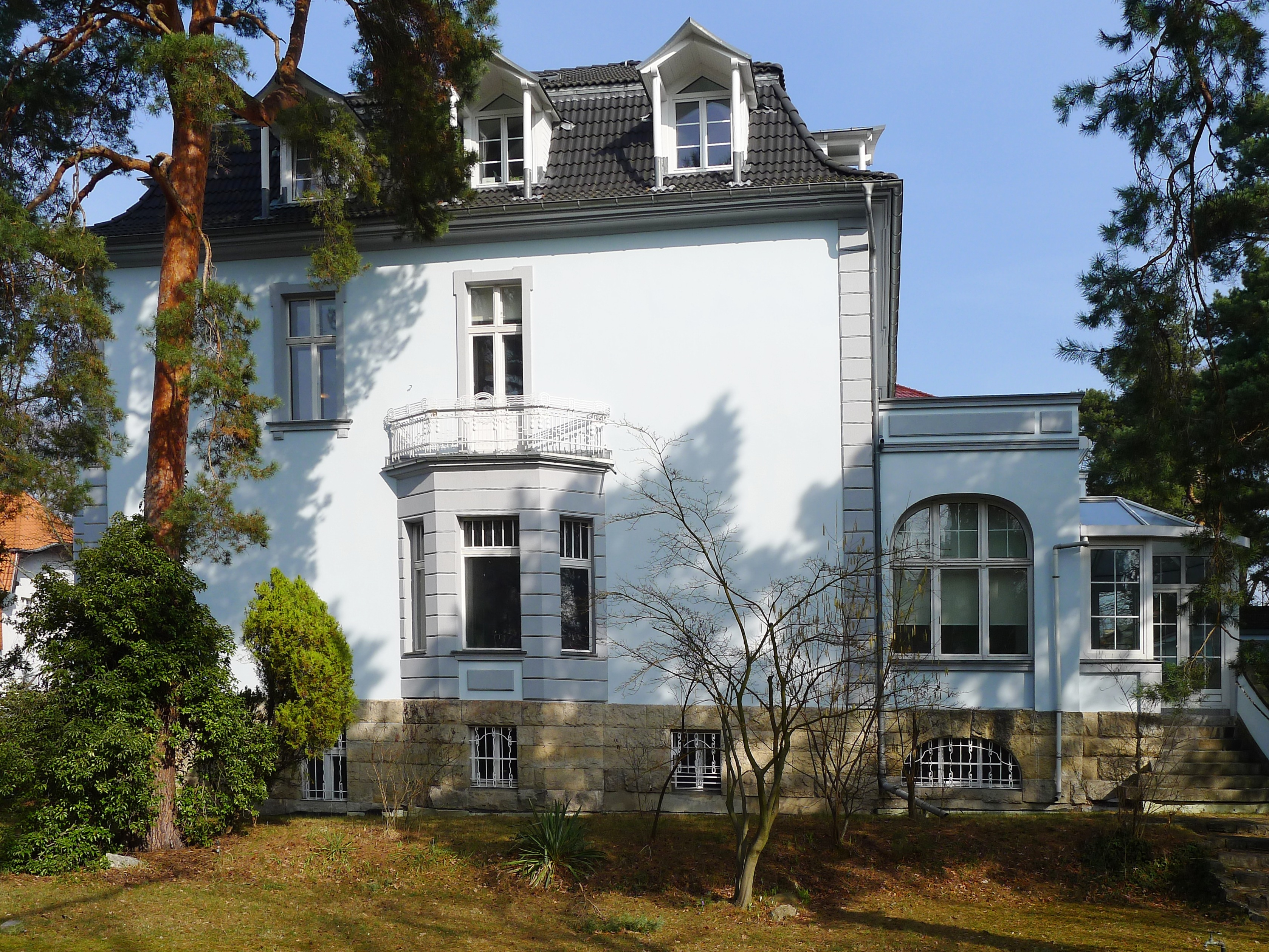
Wohnhaus in Berlin-Westend, Lindenallee 33 / Klaus-Groth-Straße 6
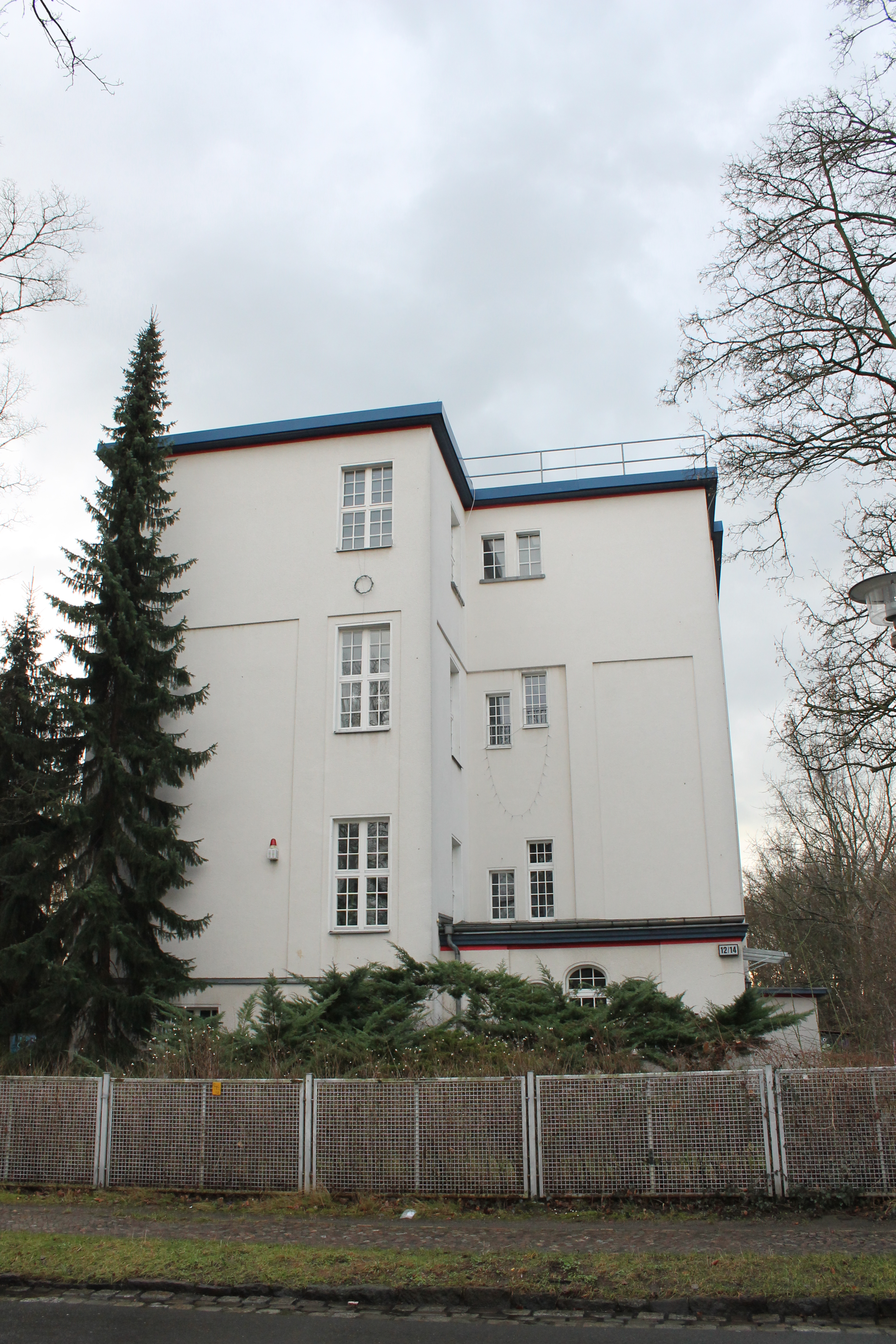
Nervenheilanstalt in Berlin-Pankow, Parkstraße 12